# Kisbárapáti
Kisbárapáti é um município da Hungria, situado no condado de Somogy. Tem 28,71 km² de área e sua população em 2019 foi estimada em 375 habitantes.